# Alberto Guidaben
Alberto « Abet » Guidaben, né en 1952, à Mambajao, aux Philippines, est un ancien joueur philippin de basket-ball. Il évolue durant sa carrière au poste d'ailier fort et de pivot.

## Palmarès
- Champion d'Asie 1973
- MVP de la PBA (1983, 1987)
- 3 fois All-Star PBA